# Aalborghus Amt
Aalborghus Amt blev oprettet i 1662 af den sydlige halvdel af det tidligere Aalborghus Len, dvs. den del af det gamle len, som lå syd for Limfjorden. Amtet bestod af herrederne:
- Fleskum
- Hellum
- Hindsted
- Hornum
- Slet
- Års

Amtet blev nedlagt ved reformen af 1793, og indgik derefter i Aalborg Amt.
Den nordlige del af Aalborghus Len med herrederne Vester Han, Øster Han, Hvetbo, Kær samt de nordlige dele af Vennebjerg og Horns indgik efter 1662 i Åstrup, Sejlstrup, Børglum Amt.

## Amtmænd
- 1781-1793: Theodosius von Levetzau